# Kitnówko
Kitnówko – wieś w Polsce położona w województwie kujawsko-pomorskim, w powiecie grudziądzkim, w gminie Świecie nad Osą, na Pojezierzu Chełmińskim.

## Podział administracyjny
W latach 1975–1998 miejscowość administracyjnie należała do województwa toruńskiego.

## Demografia
Według Narodowego Spisu Powszechnego (III 2011 r.) wieś liczyła 189 mieszkańców. Jest dziewiątą co do wielkości miejscowością gminy Świecie nad Osą.